# Oekingen
Oekingen (im lokalen Dialekt Ökinge) ist eine politische Gemeinde im Bezirk Wasseramt des Kantons Solothurn in der Schweiz.

## Geographie
Oekingen liegt auf 450 m ü. M., 6 km ostsüdöstlich des Kantonshauptortes Solothurn (Luftlinie). Das Dorf erstreckt sich an der ab 1971 kanalisierten Ösch, am östlichen Rand der breiten Schwemmebene der Emme, im südlichen Solothurner Mittelland.
Die Fläche des 2,5 km² grossen Gemeindegebiets umfasst einen Abschnitt der grundwasserreichen Schotterebene im mittleren Wasseramt. Der Gemeindeboden erstreckt sich von der Ebene und dem Rand des Eichholzes ostwärts über den Bachlauf der Ösch bis auf die angrenzende leicht gewellte Grundmoränenlandschaft, die vom eiszeitlichen Rhonegletscher geformt wurde. Die Höchi (480 m ü. M.) bildet dabei eine offene Hochfläche, welche nach Osten in das ausgedehnte Waldgebiet des Unterholzes übergeht. Im Buechwald liegt mit 490 m ü. M. die höchste Erhebung von Oekingen. Von der Gemeindefläche entfielen 1997 12 % auf Siedlungen, 24 % auf Wald und Gehölze und 64 % auf Landwirtschaft.
Zu Oekingen gehören einige Einzelhöfe. Nachbargemeinden von Oekingen sind Subingen, Horriwil, Drei Höfe, Halten, Kriegstetten und Derendingen.

## Bevölkerung
Mit 868 Einwohnern (Stand 31. Dezember 2023) gehört Oekingen zu den kleineren Gemeinden des Kantons Solothurn. Von den Bewohnern sind 97,4 % deutschsprachig, 1,2 % portugiesischsprachig und 0,6 % sprechen Französisch (Stand 2000). Die Bevölkerungszahl von Oekingen belief sich 1850 auf 273 Einwohner, 1900 auf 401 Einwohner. Im Verlauf des 20. Jahrhunderts stieg die Bevölkerungszahl langsam aber kontinuierlich weiter an. Seit 1980 (530 Einwohner) wurde ein verstärktes Bevölkerungswachstum verzeichnet. Das Siedlungsgebiet von Oekingen ist heute nahezu lückenlos mit demjenigen von Kriegstetten zusammengewachsen.

## Wirtschaft
Oekingen war bis in die zweite Hälfte des 20. Jahrhunderts ein vorwiegend durch die Landwirtschaft geprägtes Dorf. Noch heute haben der Ackerbau und der Obstbau sowie die Viehzucht einen wichtigen Stellenwert in der Erwerbsstruktur der Bevölkerung. Weitere Arbeitsplätze sind im lokalen Kleingewerbe und im Dienstleistungssektor vorhanden, unter anderem in einem Betrieb der Informatik und in mechanischen Werkstätten. In den letzten Jahrzehnten hat sich das Dorf auch zu einer Wohngemeinde entwickelt. Viele Erwerbstätige sind deshalb Wegpendler, die hauptsächlich in den Regionen Solothurn und Bern arbeiten.

## Verkehr

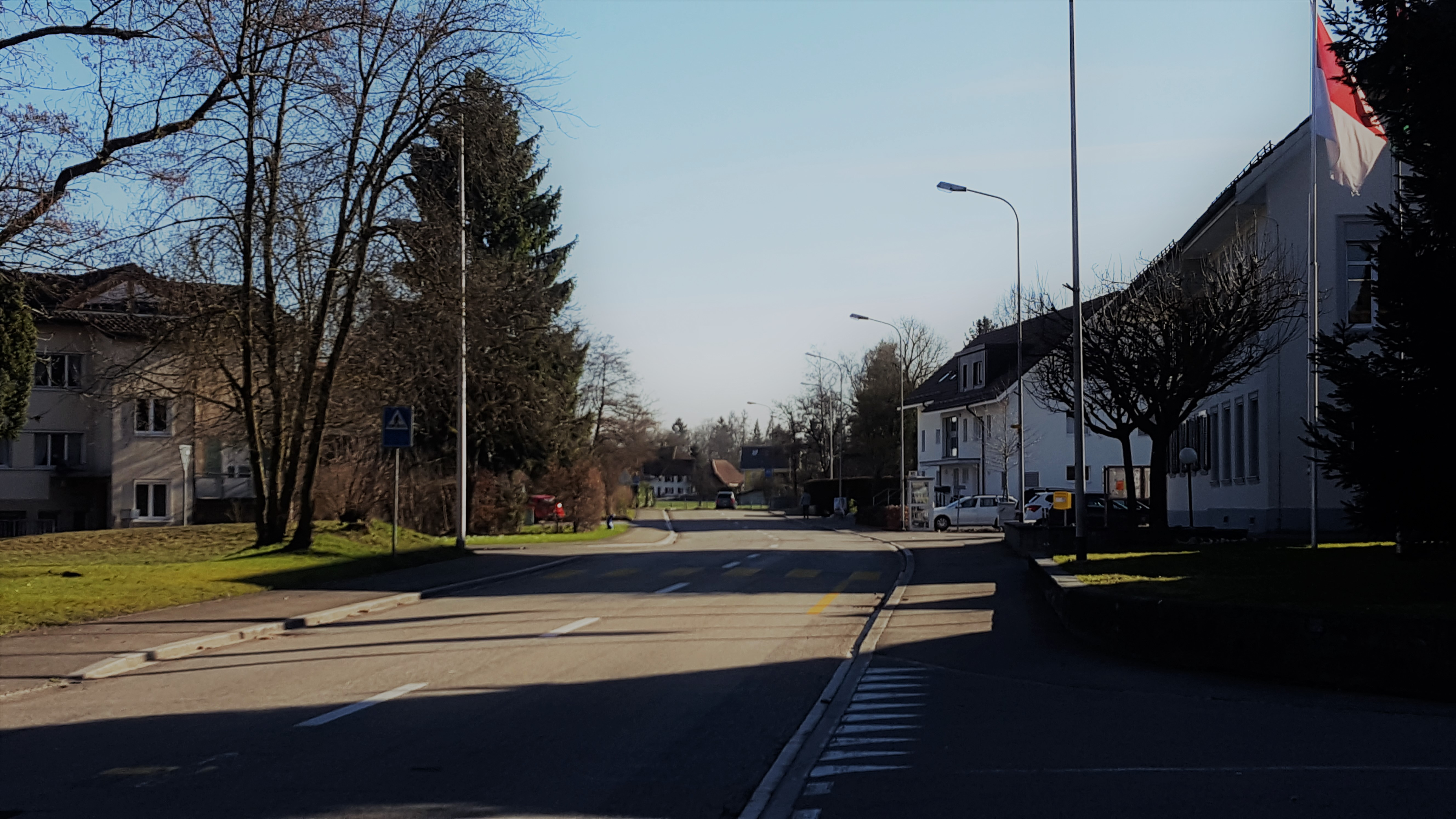
Hauptstrasse in Oekingen

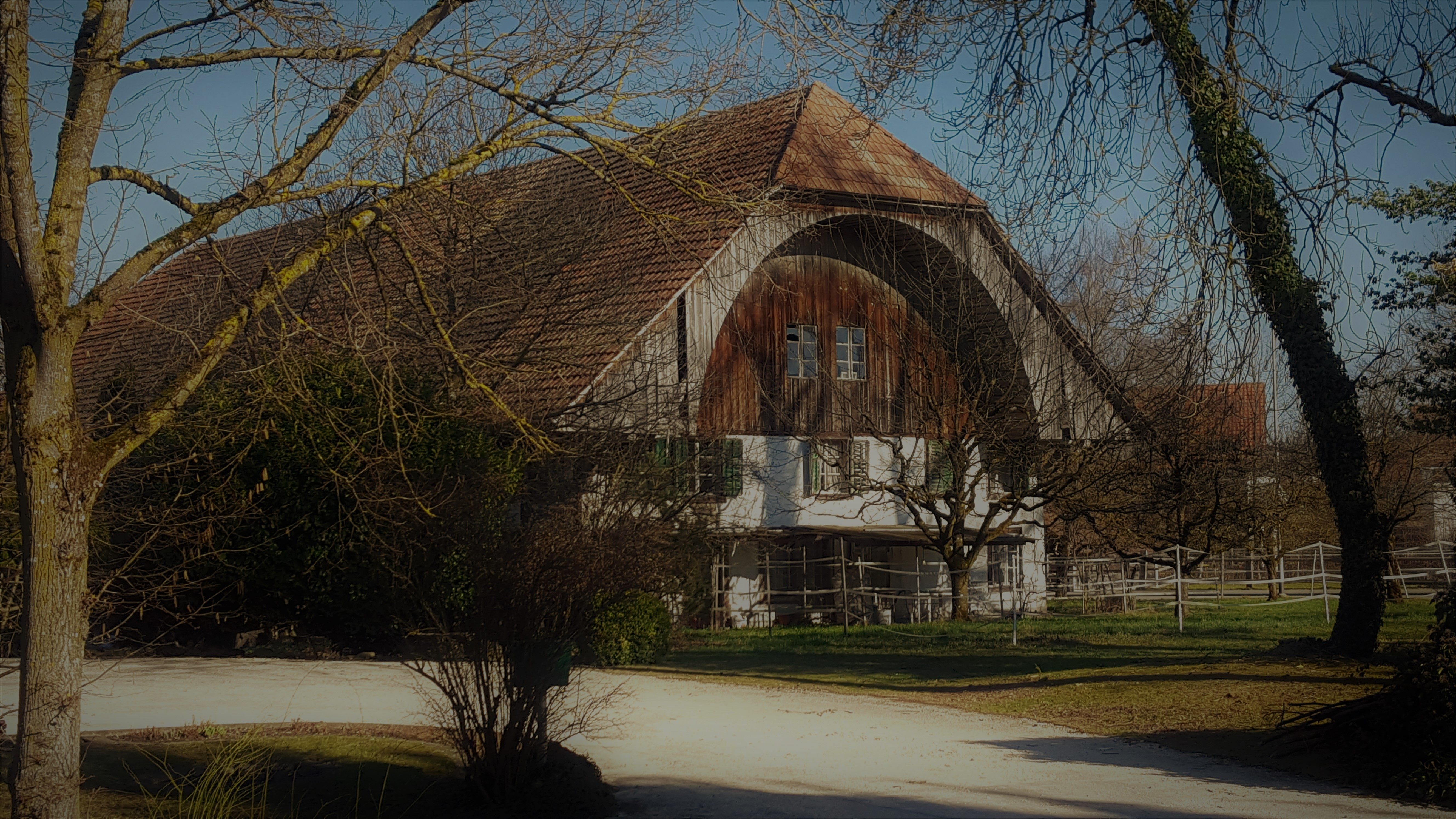
Bauernhaus in Oekingen

Die Gemeinde ist verkehrsmässig gut erschlossen. Sie liegt an einer Verbindungsstrasse von Kriegstetten nach Etziken. Der nächste Anschluss an die Autobahn A1 (Bern-Zürich) befindet sich rund 2 km vom Ortskern entfernt. An das Netz des öffentlichen Verkehrs angebunden ist Oekingen selbst nur durch eine von Montag bis Freitag zwei- bis dreimal täglich verkehrende Buslinie des BSU (Linie 16) zwischen Subingen und Kriegstetten bzw. Steinhof, die vor allem dem Schülerverkehr dient. Die Buslinien, welche Kriegstetten bedienen, sind jedoch von Oekingen leicht zu erreichen.

## Geschichte
Das Gemeindegebiet von Oekingen war schon früh besiedelt, was durch den Fund eines Flachgrabes aus der jüngeren Eisenzeit nachgewiesen werden konnte. Der Ursprung des Dorfes ist in der Zeit der ersten alemannischen Besiedlung um 600 nach Christus zu suchen. Die erste urkundliche Erwähnung des Ortes erfolgte 1263 unter dem Namen Otechingen. Später erschienen die Bezeichnungen Othichingen (1264), Otkingen (1274), Oedkingen (1401), Oeigkingen (1450) und Oeckhingen (1730). Der Ortsname geht auf den germanischen Personennamen Oticho zurück.
Seit dem Mittelalter unterstand Oekingen der Herrschaft Halten, kam mit dieser 1466 an die Stadt Solothurn und wurde der Vogtei Kriegstetten zugeteilt. Erst mit dem Wyniger Vertrag ging 1665 auch die hohe Gerichtsbarkeit von Bern an Solothurn über. Nach dem Zusammenbruch des Ancien Régime (1798) gehörte Oekingen während der Helvetik zum Distrikt Biberist und ab 1803 zum Bezirk Kriegstetten, der 1988 offiziell in Bezirk Wasseramt umbenannt wurde. Oekingen besitzt keine eigene Kirche; es gehört zur Pfarrei Kriegstetten.

## Schule

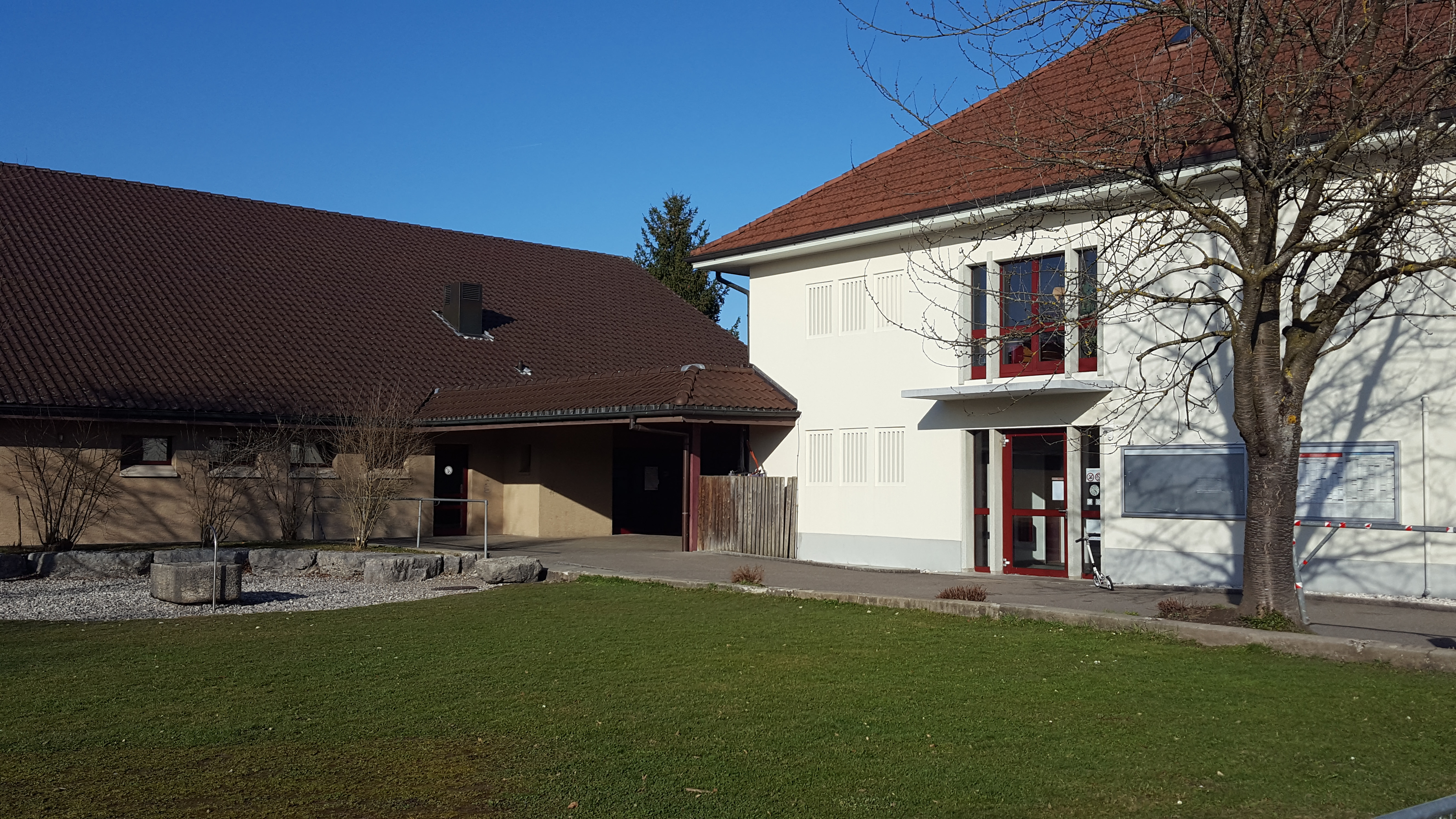
Kreisschule HOEK (Halten-Oekingen-Kriegstetten)

Die Primarschule Oekingen hat sich seit dem 17. August 2006 mit den Nachbargemeinden Halten und Kriegstetten zu HOEK (Halten-Oekingen-Kriegstetten) zusammengeschlossen. Die Oberstufenschüler besuchen die Schule im neuen Oberstufenzentrum OZ13 in Subingen.

## Wappen
Blasonierung
 In Rot über grünen Plan rechtsfliehendes weisses Pferd

## Persönlichkeiten
- Rebekka Matter-Linder (* 1982), Kantonsrätin (Grüne)